# Ibach SZ
| SZ ist das Kürzel für den Kanton Schwyz in der Schweiz. Es wird verwendet, um Verwechslungen mit anderen Einträgen des Namens Ibach zu vermeiden. |

Ibach ist eine Ortschaft der Gemeinde Schwyz, Bezirk Schwyz, im Kanton Schwyz in der Schweiz.

## Geographie

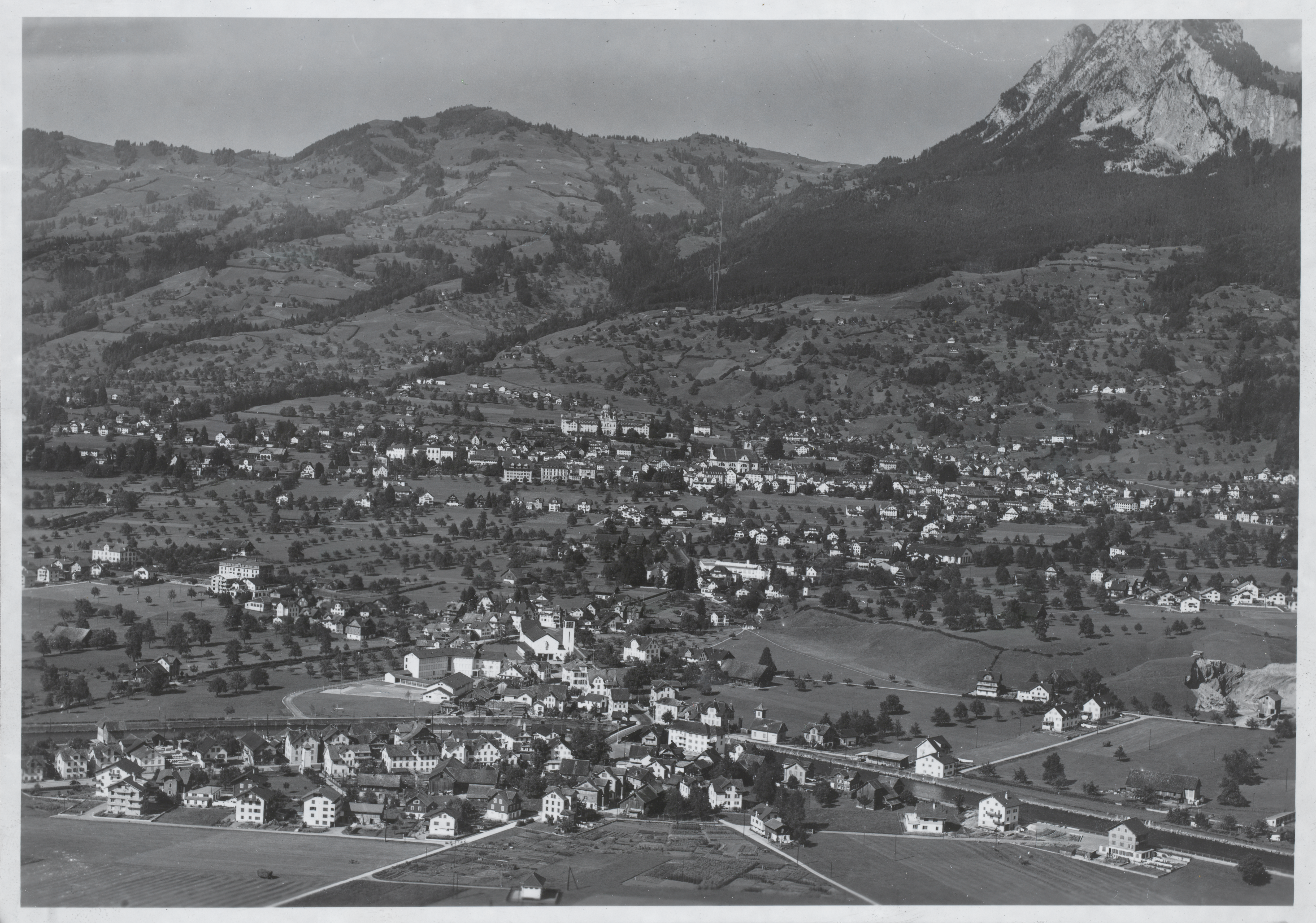
Historisches Luftbild von Werner Friedli von 1954

Ibach grenzt unmittelbar an die Gemeindeteile Schwyz, Seewen, Oberschönenbuch sowie an den zur Gemeinde Ingenbohl-Brunnen gehörenden Gemeindeteil Ingenbohl.
Ein zentrales Element von Ibach ist die Muota, welche auch im Ortswappen dargestellt wird. Bei ihrem Fluss durch Ibach macht die Muota exakt im Dorfzentrum eine Richtungsänderung von ca. 45 Grad, weshalb Ibach oft nachgesagt wird, dass es am sogenannten Muotaknie liege.
Die Muota ist im regionalen Sprachgebrauch auch die Grenze zwischen Oberibach und Unteribach. Sie wird überquert von zwei Brücken, von denen die häufiger genutzte direkt am 'Muotaknie' liegt.

## Bevölkerung
| Bevölkerungsentwicklung | Bevölkerungsentwicklung |
| Jahr                    | Einwohner               |
| ----------------------- | ----------------------- |
| 1870                    | 1189                    |
| 1950                    | 2381                    |
| 2000                    | 4165                    |
| 2004                    | 4325                    |

## Geschichte
Der Ortsteil wurde 1217 erstmals als Ibach erwähnt. Er bildet einen Brückenkopf an der Muota für die Wege nach Ingenbohl, Morschach und Muotathal. Im Hochmittelalter war der Ibacher Meierhof des Klosters Einsiedeln Zentrum eines grossen Güterkomplexes im Tal von Schwyz.
Bei der hinteren Brücke liegt der Landsgemeindeplatz des alten Landes Schwyz, wo sich noch heute jeden dritten Sonntag im Oktober die Mitglieder der Oberallmeindkorporation Schwyz (OAK) im Ring zu Ibach treffen.

## Öffentliche Einrichtungen

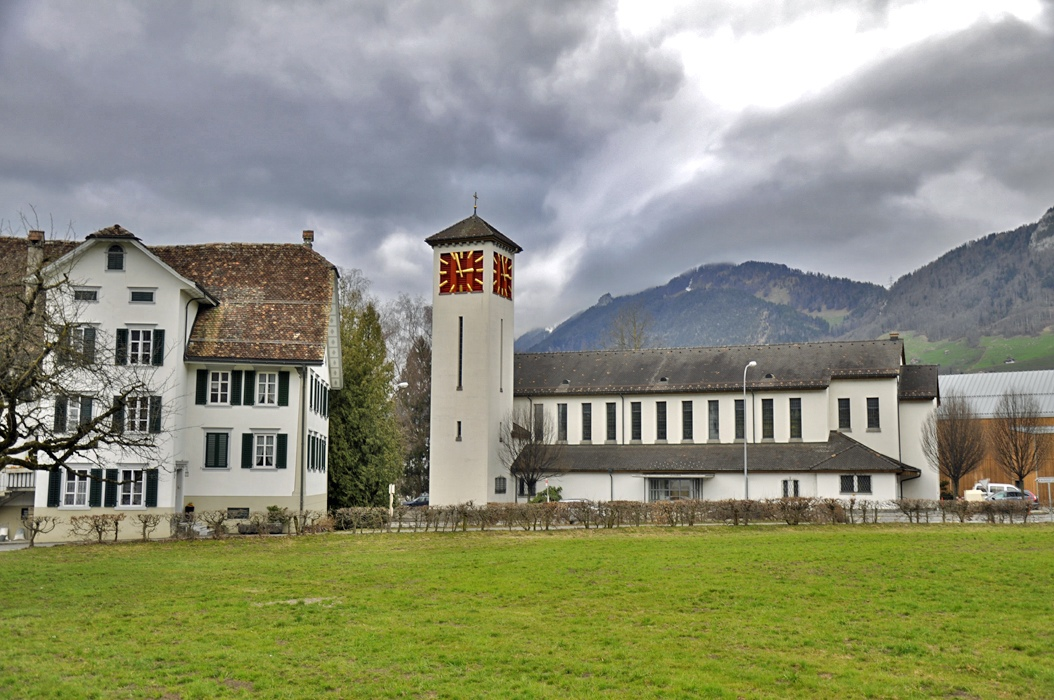
Pfarrkirche St. Anton

- Schulen: Ibach besitzt zwei nahe beieinanderliegende Grundschulen, die neben Ibach auch den Gemeindeteil Oberschönenbuch abdecken, das Schulhaus Christophorus und das Schulhaus Muota, sowie eine Vorschule, das Alte Schulhaus. Weiterhin dient Ibach als Standort für die Oberstufenschule Rubiswil, die die ganze Gemeinde Schwyz abdeckt.
- Kirchen: Ibach besitzt neben kleineren, seltener genutzten Kapellen wie der Erlenkapelle zum Heiligen Kreuz, eine eigene, für das Dorfbild charakteristische römisch-katholische Kirche.

## Industrie und Gewerbe
Ibach beherbergt seit 1884 die durch Produkte wie das Swiss Army Knife weltweit bekannt gewordene Firma Victorinox, die den Hauptteil ihrer Produkte nach wie vor in Ibach fabriziert und zugleich grösster Arbeitgeber in Ibach ist. Als weiterer grosser Arbeitgeber dient das Mythen Center Schwyz in Ibach. Die Max Felchlin AG produziert in Ibach  Halbfabrikate für Bäckereien, Konditoreien und Confiserien. Das Unternehmen gilt als Nischenproduzent im Bereich von Edelschokolade. Ibach ist zudem Sitz des Elektrizitätswerk Schwyz.

## Vereine
Ibach hat trotz seiner geringen Grösse ein eigenes, traditionsreiches Vereinsleben – unter anderem gehören dazu der Einwohnerverein Ibach-Schönenbuch, die 1944 gegründete Brass Band Musikverein Ibach, der 1954 gegründete Fussball Club Ibach (FC Ibach), der 1951 gegründete Turnverein Ibach (TV Ibach), der Schiessverein Ibach-Schönenbuch, die im Jahre 2000 gegründete GuuggeMusig Muota Gnomä, Fasnachtsrott Ibach (gegründet 1946) sowie die von der Kirche geleiteten Jugendvereine Jungwacht Ibach und Blauring Ibach. Mit dem Theater Jungmannschaft Ibach ist auch die Bühnenkunst in Ibach vertreten.

## Persönlichkeiten
- Karl Elsener (1860–1918), Messerschmied und Unternehmer, Gründer von Victorinox
- Carl Elsener senior (1922–2013), Unternehmer, Firmenchef von Victorinox
- Clemens Mettler (1936–2020), Schriftsteller
- Thomas Schmid (* ca. 1938), Politiker und Agrarfunktionär
- Xavier Koller (* 1944), Filmemacher
- Carl Elsener junior (* 1958), Unternehmer, Firmenchef von Victorinox
- Mario Galgano (* 1980), Journalist
- Blanca Imboden (* 1962), Schriftstellerin